# A Film Exposure
A Film Exposure est un film américain réalisé par Harry McCoy, sorti en 1917.

## Fiche technique
- Titre original : A Film Exposure
- Réalisation : Harry McCoy
- Photographie : O.G. Hill
- Production : Mack Sennett
- Société de production : Keystone
- Société de distribution : Keystone
- Pays d’origine :  États-Unis
- Langue originale : anglais
- Format : noir et blanc — 35 mm — 1,37:1 — Film muet
- Genre : comédie
- Durée : une bobine (300 m)
- Date de sortie :
  - États-Unis : 4 mars 1917

## Distribution
- Harry McCoy
- Vivian Edwards
- Sidney Smith (en)
- Jay Dwiggins
- Eddie Gribbon
- Elinor Field